# A39 Tortoise
Il carro d'assalto pesante Tortoise (A39) fu un mezzo corazzato inglese progettato durante la seconda guerra mondiale, il cui studio venne abbandonato nel 1947.

## Sviluppo
L'idea alla base di questo mezzo pesantemente corazzato era la creazione di un potente carro d'assalto che potesse superare in prestazioni i temibili mezzi tedeschi, in particolare quelli di più moderna concezione, come il Panzer VI Tiger II e la sua versione cacciacarri. Nel 1944 il progetto designato A39 viene approvato. Ne furono ordinati 6 prototipi (il primo dei quali da completarsi entro l'agosto del 1945) e se ne prospettò la produzione in serie. In effetti, dal momento che i prototipi non poterono essere consegnati per i collaudi prima del 1946/1947, il progetto non fu ulteriormente sviluppato in quanto ogni interesse riguardo a questi veicoli era venuto a cessare.

## Specifiche
Il Tortoise era un veicolo dal valore tattico modesto, data la sua lentezza e le sue notevoli dimensioni che ne complicavano non poco il trasporto. Presentava comunque interessanti innovazioni, tra cui la sovrastruttura realizzata in un'unica fusione e le sospensioni composte da 16 rulli accoppiati per lato.

### Armamento
L'armamento principale del Tortoise era il potente cannone Ordnance QF 32 lb da 94 mm a tiro rapido. La velocità iniziale di questo cannone era di 900 m/s; il pezzo più grande montato su qualsiasi carro inglese del 1939-1945.